# Muş
Muş (armenisch Մուշ Musch; kurdisch Mûş) ist eine türkische Stadt und Hauptort des gleichnamigen Landkreises (İlçe) im Osten von Anatolien. Die Stadt liegt etwa 750 km östlich von Ankara und etwa 80 km westlich des Vansees. Sie hat über 100.000 Einwohner und ist Hauptstadt der gleichnamigen Provinz Muş. Die Bevölkerung besteht mehrheitlich aus Kurden. Bis zum Völkermord an den Armeniern im Jahre 1915 lebten 25.000 Armenier in Muş. Die Stadt war armenischer Bischofssitz.

## Geographie

### Lage
Die Stadt liegt am Murat, der sich im Keban-Stausee in Elazığ mit dem Karasu zum Euphrat vereinigt. Das Tal des wasserreichen Stromes – der nach rund 900 km Strecke in der Türkei auch halb Syrien und den ganzen Irak durchfließt – liegt hier noch auf mehr als 1000 Metern Meereshöhe. Es verläuft zwischen den Ost-West-Gebirgsketten der Bingöl Dağları (2800 m) und des Akçakara Dağı (2950 m) im Süd-Ost-Taurus (Güney Doğu Toroslar).

### Stadtbild
Sehenswürdigkeiten der Stadt sind die Burg, die etwa auf das 14. Jahrhundert zurückgehende große Moschee Ulu Cami, die Moscheen von Hacı Seref (etwa 17. Jahrhundert) und Alaeddin Bey (erste Hälfte 18. Jahrhundert), die Karawanserei von Aslanlı (etwa 14. Jahrhundert) und die Ruine der St.-Marineh-Kirche.
Das an der Stelle des altarmenischen Kultortes Aschtischat gegründete Kloster von Surp Karabet nordwestlich der Stadt und das Kloster Yeghrduti Vank im Westen sind völlig verschwunden. Vom Heilige-Apostel-Kloster im Süden blieb nur ein geringer Mauerrest erhalten.
Muş erhielt 1929 den Status einer Gemeinde (Belediye).

### Landkreis
Der zentrale Landkreis liegt im (süd-)westlichen Teil der Provinz. Er ist der flächenmäßig größte (31,8 %) und bevölkerungsstärkste (48,1 %) der Provinz. Mit einer Bevölkerungsdichte von 71,8 übersteigt er den Provinzwert (von 47,5 Einw. je km²). Im Norden grenzt er an den Kreis Varto, im Osten an die Kreise Bulanık, Korkut sowie Hasköy.  Des Weiteren bilden die Provinzen Bitlis und Batman im Süden sowie Diyarbakır und Bingöl im Westen die Provinzgrenze.
Die Fernstraße D300 (İzmir–Van) durchquert den Kreis in Ost-West-Richtung, die Fernstraße D955 trifft von Norden kommen in Muş auf die D300. Diese verlässt den Kreis wieder Richtung Osten (Van), während die D955 unterbrochen wird und erst wieder bei Hasro/Silvan (Provinz Diyarbakır) auftritt. Muş liegt auch an einer Eisenbahnstrecke, die aus dem Westen von Elazig kommend bis nach Tatvan am Vansee reicht.
Der zentrale Landkreis Merkez besteht neben der Provinz- und Kreisstadt Muş noch aus acht weiteren Belediye (Gemeinden):
- Sungu (5767)
- Yaygın (3937)
- Konukbekler (3083)
- Kızılağaç (2884)
- Serinova (2263)
- Karaağaçlı (2109)
- Kırköy (1887)
- Yeşilova (1740 Einw.)

Des Weiteren existieren im Kreis 95 Dörfer (Köy) mit durchschnittlich 628 Bewohnern (das ist der höchste Durchschnitt in der Provinz). Die größten dieser Dörfer sind:
- Kepenek (2321)
- Çöğürlü (1971)
- Tandoğan (1823)
- Soğucak (1736)
- Taşoluk (1699)
- Bostankent (1597)
- Kıyık (1492)
- Yarpuzlu (1409)
- Suvaran (1377)
- Yücetepe (1265)
- Karakuyu (1223)
- Ortakent (1216)
- Harman (1173)
- Arpayazı (1114)
- Bahçeköy (1102)
- Ağartı (1088)
- Keçidere (1012)
- Bozbulut (1003 Einw.)

Drei ehemalige Dörfer (Bağlar 2530, Güzeltepe 3925 und Sütlüce 4785 Einw. Ende 2017) wurden 2018 zu Stadtvierteln (Mahalle) von Muş.

### Klimatabelle
Muş hat durch die Höhenlage ein mediterran beeinflusstes Kontinentalklima mit sehr großen Unterschieden zwischen Sommer und Winter (Dsa).
|                        | Jan   | Feb   | Mär   | Apr   | Mai  | Jun  | Jul  | Aug  | Sep  | Okt  | Nov  | Dez  |   |       |
| Mittl. Temperatur (°C) | −7,3  | −5,8  | 1,0   | 9,5   | 15,0 | 20,6 | 25,5 | 25,4 | 20,2 | 12,8 | 4,4  | −2,7 | ⌀ | 10    |
| Mittl. Tagesmax. (°C)  | −3,2  | −1,3  | 5,8   | 15,0  | 21,4 | 27,8 | 33,3 | 33,3 | 28,5 | 20,0 | 9,7  | 1,1  | ⌀ | 16    |
| Mittl. Tagesmin. (°C)  | −11,3 | −10,0 | −3,2  | 4,3   | 8,6  | 12,6 | 16,8 | 16,7 | 11,8 | 6,6  | 0,1  | −5,9 | ⌀ | 4     |
|                        |       |       |       |       |      |      |      |      |      |      |      |      |   |       |
| Niederschlag (mm)      | 81,2  | 106,4 | 102,2 | 105,6 | 73,0 | 28,7 | 6,3  | 5,3  | 12,9 | 62,9 | 97,2 | 85,8 | Σ | 767,5 |
|                        |       |       |       |       |      |      |      |      |      |      |      |      |   |       |
| Sonnenstunden (h/d)    | 2,3   | 3,2   | 4,8   | 6,7   | 9,0  | 11,5 | 12,2 | 11,8 | 10,3 | 7,0  | 4,0  | 1,9  | ⌀ | 7,1   |
|                        |       |       |       |       |      |      |      |      |      |      |      |      |   |       |
| Regentage (d)          | 13,3  | 12,8  | 13,8  | 14,9  | 14,2 | 6,7  | 2,0  | 1,7  | 3,0  | 9,6  | 10,6 | 12,7 | Σ | 115,3 |

| −11,3 |

| −10,0 |

| −3,2 |

| 4,3 |

| 8,6 |

| 12,6 |

| 16,8 |

| 16,7 |

| 11,8 |

| 6,6 |

| 0,1 |

| −5,9 |

| −11,3 |

| −10,0 |

| −3,2 |

| 4,3 |

| 8,6 |

| 12,6 |

| 16,8 |

| 16,7 |

| 11,8 |

| 6,6 |

| 0,1 |

| −5,9 |

## Bevölkerung

### Bevölkerungsentwicklung
Nachfolgende Tabelle zeigt den vergleichenden Bevölkerungsstand am Jahresende für die Provinz, den zentralen Landkreis und die Stadt Muş sowie den jeweiligen Anteil an der übergeordneten Verwaltungsebene. Die Zahlen basieren auf dem 2007 eingeführten adressbasierten Einwohnerregister (ADNKS).

| Jahr | Provinz | Landkreis    | Landkreis | Stadt        | Stadt   |
| Jahr | absolut | anteilig (%) | absolut   | anteilig (%) | absolut |
| ---- | ------- | ------------ | --------- | ------------ | ------- |
| 2020 | 411.117 | 48,05        | 197.555   | 57,82        | 114.231 |
| 2019 | 408.809 | 47,78        | 195.323   | 57,30        | 111.927 |
| 2018 | 407.992 | 47,40        | 193.394   | 55,57        | 107.470 |
| 2017 | 404.544 | 47,17        | 190.814   | 50,16        | 95.717  |
| 2016 | 406.501 | 46,64        | 189.606   | 49,08        | 93.052  |
| 2015 | 408.728 | 46,13        | 188.550   | 48,33        | 91.126  |
| 2014 | 411.216 | 45,26        | 186.097   | 47,51        | 88.409  |
| 2013 | 412.553 | 44,33        | 182.883   | 46,00        | 84.121  |
| 2012 | 413.260 | 43,44        | 179.534   | 45,54        | 81.764  |
| 2011 | 414.706 | 43,59        | 180.767   | 45,32        | 81.918  |
| 2010 | 406.886 | 42,71        | 173.771   | 43,10        | 74.902  |
| 2009 | 404.484 | 42,66        | 172.535   | 42,18        | 72.774  |
| 2008 | 404.309 | 41,75        | 168.817   | 41,17        | 69.507  |
| 2007 | 405.509 | 41,42        | 167.978   | 41,98        | 70.509  |

### Volkszählungsergebnisse
Zu den Volkszählungen liegen folgende Bevölkerungsangaben über die Stadt, den Kreis, die Provinz und das Land vor: Ein Teil der Werte (1960 und davor sowie 1997) wurden PDF-Dokumenten entnommen, die über die Bibliothek des TÜIK abruf- und downloadbar sind.
| Region                     | 1945       | 1950       | 1955       | 1960       | 1965       | 1970       | 1975       | 1980       | 1985       | 1990       | 1997       | 2000       |
| -------------------------- | ---------- | ---------- | ---------- | ---------- | ---------- | ---------- | ---------- | ---------- | ---------- | ---------- | ---------- | ---------- |
| Stadt (Şehir)              | 5.040      | 7.050      | 10.888     | 11.965     | 15.687     | 23.058     | 27.761     | 40.977     | 42.159     | 44.019     | 65.801     | 45.951     |
| zentraler Kreis (Merkez)00 | 33.825     | 45.354     | 58.308     | 72.319     | 85.991     | 103.641    | 122.610    | 146.527    | 165.895    | 140.953    | 167.443    | 171.023    |
| Provinz (İl)               | 82.699     | 107.286    | 135.401    | 167.638    | 198.716    | 234.250    | 267.203    | 302.406    | 339.492    | 376.543    | 422.247    | 453.654    |
| Türkei                     | 18.790.174 | 20.947.188 | 24.064.763 | 27.754.820 | 31.391.421 | 35.605.176 | 40.347.719 | 44.736.957 | 50.664.458 | 56.473.035 | 62.865.574 | 67.803.927 |

## Ursprung des Namens Muş
Es ist nicht bekannt, wann und durch wen Muş gegründet worden ist. Es gibt mehrere Legenden und Erzählungen:
- Nach einer Überlieferung wurde die Stadt durch Hebräer gegründet. Diese flohen vor den Assyrern nach Anatolien. In einem Salname (Jahrbuch) des Vilâyets Bitlis von 1914 wurde der Name Muş als Ablautung aus dem hebräischen Wort Muşa, was etwa „wasserreicher, fruchtbarer Ort und Weideplatz“ bedeutet, angegeben. Tatsächlich liegt Muş in einem fruchtbaren und wasserreichen Tal.

- Eine andere Überlieferung nennt das Volk der Muški als Gründer. Diese seien im 12. Jh. v. Chr. von der Ägäis nach Ostanatolien eingewandert. Von Muş aus hätten die Muški dann weiter Richtung Assyrien expandiert. Dort werden sie in den assyrischen Quellen aus dem 12. bis 8. Jh. v. Chr. oft erwähnt.

- Eine religiöse Überlieferung besagt, dass Muş von einem Enkel Japhets namens Muş gegründet worden sei.

In der Antike war die Region um Muş als Taronitit bekannt. Muş trug damals den Namen Taron.

## Geschichte
Die norwegische Krankenschwester Bodil Biørn betrieb von 1907 bis zum Ausbruch des Völkermordes 1915 ein Krankenhaus und ein Kinderheim für die armenische Bevölkerung der Stadt.

## Söhne und Töchter der Stadt
- Mesrob Naroyan (1875–1944), Erzbischof und Patriarch von Konstantinopel
- Machluto (1875–1956), armenischer Militär
- Mehmet Zafer Çağlayan (* 1957), Industrieller, 2007–2013 Minister in den Kabinetten Erdoğan II und III
- Mithat Yıldırım (* 1966), Skilangläufer
- Haluk Yildiz (* 1968), deutsch-türkischer Politiker
- Tayfun Taşdemir (* 1975), professioneller Karambolagespieler und Weltmeister in der Disziplin Dreiband
- Derya Kunur (* 1999), Langstreckenläuferin